# فندق لو بريستول بيروت
فندق لو بريستول بيروت من الفنادق ذات فئة خمس نجوم يقع في منطقة فردان على شارع مدام كوري في لبنان. موقع الفندق في  قلب بيروت حيث توجد مراكز التسوق والمطاعم والمراكز التجارية. تم افتتاح الفندق في العام 1951، ويشتهر بهندسته المعمارية والضيوف الذين تم استضافتهم به.

## الخلفية التاريخية

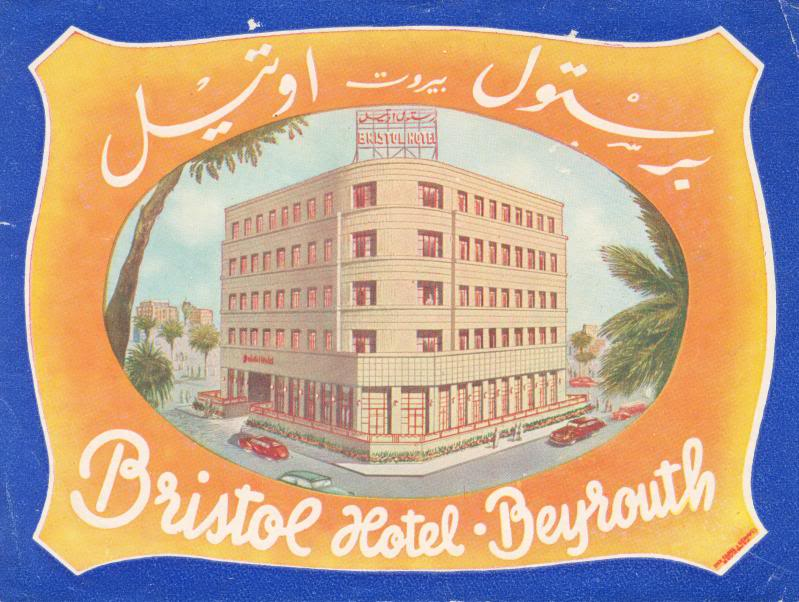
بطاقة بريدية لفندق لو بريستول من العام 1958

استقبل فندق لو بريستول الضيوف لأول مرة في عام 1951. واشتهر أول مدير عام في الفندق جورج الريس بمساهمته في فنون الطهي وكتابته لسلسلة من كتب الطبخ التي ساهمت في جعل الفندق مشهورًا بمطبخه. استضاف لو بريستول أول حلبة للتزلج على الجليد في لبنان. وخلال 15 سنة من الحرب الأهلية اللبنانية، نجح الفندق في فتح أبوابه على الرغم من المعارك التي دارت في العاصمة. في عام 1999، انضم فندق لو بريستول لفترة قصيرة إلى مجموعة Starwood's Luxury Collection. وفي عام 2013، خضع الفندق لتجديد رئيسي من أجل تحديث المبنى الخارجي والداخلي. في شهر حزيران عام 2015 تم الانتهاء من أعمال التجديد وعقد فندق لو بريستول حفلًا تحت مسمى "Le Bal de Beyrouth" حضره شخصيات بارزة في لبنان والشرق الأوسط.

## أشهر ضيوف الفندق
منذ افتتاحه، استضاف الفندق ضيوفاً مشهورين مثل ألبرت الثاني أمير موناكو، ومحمد رضا بهلوي شاه إيران الراحل وثريا اسفندياري بختياري أميرة إيران الراحلة، وجاك شيراك رئيس فرنسا، وعبد الله ملك المملكة العربية السعودية، وملك الأردن الراحل الملك حسين والأميرة دينا بنت عبد الحميد. كما عقد داخل فندق لو بريستول السياسيون من جميع الأحزاب اللبنانية اجتماعات بشكل متكرر.
 

## أسلوب البناء

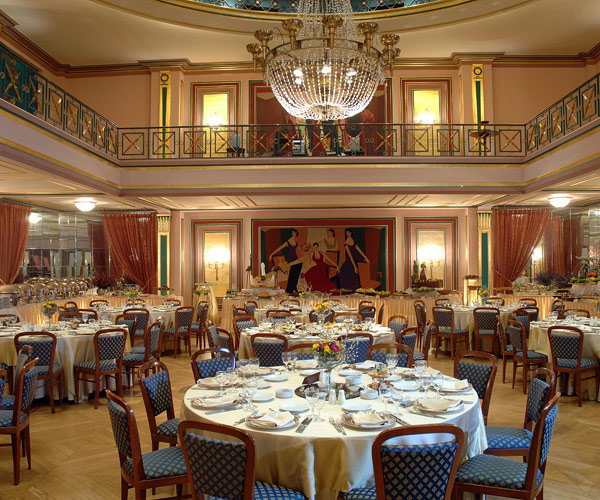
تصميم الغرفة الذهبية

يتكون الفندق من مبنى ثلاثي مكون من ستة طوابق، وهو مجوف من الوسط لاستيعاب الحديقة. تم تصميم الديكور الداخلي للفندق من قبل المصمم الفرنسي الشهير جان رويير، وتم تجديده في عام 2015 من قبل جلال محمود. يحتوي الفندق على 157 غرفة مكيفة تحتوي على أجنحة ومسبح وصالة شرقية ومطاعم. وبعد التجديد في عام 2015، تم تصميم الغرف لتمثيل تاريخ التصميم اللبناني الفخم.

### الغرف الشرقية
تتميز الغرفة الشرقية بلمسة من الفخامة الشرقية والألوان المختلطة مع تصميم القرن الحادي والعشرين.

### غرف ستينات القرن العشرين
تستخدم غرف الستينيات أثاثات الستينيات الملونة والحديثة.

### الغرف الحديثة
تمثل الغرفة الكلاسيكية الحديثة تصميم القرن الحادي والعشرين وتحتوي على أثاث حديث.

### الصالة الشرقية

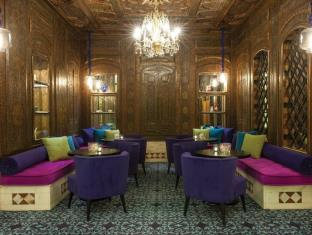
الصالة الشرقية في فندق لو بريستول بيروت

بالقرب من رواق الفندق توجد صالة شرقية تتميز بالهندسة المعمارية الخاصة بالشرق والتي صممها حرفيون لبنانيون في خمسينيات القرن الماضي. بعد التجديد، تم الاحتفاظ بالأعمال الأصلية ومزجها بالأثاث الملون.

## المطبخ
يشتهر فندق فندق لو بريستول  بمطبخه وحلوياته. ويقدم مطعم Les Gourmandises التابع للفندق الحلويات والمعجنات. ويقوم الفندق نفسه بتقديم خدمات  الطعام الراقية.